# Тутуха
Тутуха (кит. трад. 土土哈, пиньинь Tǔtǔhā; 1237—1297) — монгольский военачальник, крупный военный деятель времен династии Юань.

## Биография
Происходил из правящей династии восточных кыпчаков. Его отцом был Балтучак, дедом Хулусумань, прадедом Инасы (Иналджык). Он был военачальником и членом правящего клана байаут из вождества восточных кыпчаков. Тутуха был сыном Балтучака (Бандучара, Батучи), верного генерала монгольского хана Мункэ. Тутуха начал службу под руководством отца, отличившись в 1253 году в походе на государство Дали. Получил титул карабагатур и должность шанфана (отвечал за личные стада лошадей кагана и подвоз чёрного кумыса ко двору).
В 1260—1261 и 1263—1264 годах Тутуха отличился в кампаниях Хубилая против Ариг-Буги. В 1277 году выступил против Ширеги (сына кагана Мункэ) и восставших против Хубилая Токто-Темира. В урочище Наран-булах Тутуха нанес Ширеги решительное поражение. В 1278 году Тутуха победил другого повстанца Чжиэрхатая и уничтожил его войско. Вскоре в битве на Орхоне одолел Токто-Темир. В 1278—1279 годах Тутуха сражался против Ширеги, вновь собравшего войска. Тутуха нанес окончательное поражение, подавив выступления других противников Хубилай-хана.
В 1282—1283 годах Тутуха возглавлял гвардию и стал старшим помощником в ведомстве императорского конюшего. В 1284—1285 годах получил под личное командование 4,6 тыс. младшего поколения монгольских войск. В 1285—1286 годах получил должность главнокомандующего и стал помощником главы Главного военного совета.
В 1286 году Тутуха возглавил вновь созданную кыпчакскую императорскую гвардию. В том же году отличился в войне против чагатайского хана Хайду. Тутуха принял участие в разгроме войск Наяна. Он перехватил послов Наяна к Эбугену и Дженахара в 1287—1288 годах. Узнав о планах врагов, он принял решение действовать на опережение: совершив продолжавшийся неделю марш-бросок к лагерю Эбугена, он неожиданного для врага переправился через реку Тола у перевала Боке и неожиданно напал на Эбугена. На реке Толе Тутуха также победил войска восставшего нойона Эдига, который командовал туменом. Кыпчаки и канглы, которые находились в войске повстанцев, перешли к Тутухе. Хубилай передал отряды кыпчаков и карлуков под командование Тутухе. После победы над Эдиге Тутуха присоединился к принцу Темуру и вместе с ним преследовал сторонников Наяна до Большого Хингана. Тутуха победил и войско бунтующего Утагая.
В 1290—1292 годах Тутуха фактически возглавлял войска в походе против Хайду-хана. В 1293 году покорил восставших енисейских киргизов. В том же году назначается главой личной императорской гвардии. В 1296 году совершил очередной поход против Хайду с целью обороны границ.
В феврале-марте 1297 года в возрасте 60 лет Тутуха умер в Сюаньдинфу. Его женой была принцесса из императорской фамилии Юань. У Тутухи было восемь сыновей. Наибольшего успеха из них достигнул Чонгур (Чжанур), который после смерти отца стал командовать кыпчакской гвардией.